# Paseo del Hospital Militar
El paseo del Hospital Militar es una vía pública de la ciudad española de Valladolid.

## Descripción
Antes de recibir el nombre de «paseo del Hospital Militar» en el siglo XX, era un trozo de la carretera que conectaba Adanero con Gijón. El título se le dio por encontrarse en el costado derecho el hospital militar de la ciudad. El paseo aparece descrito en Las calles de Valladolid de Juan Agapito y Revilla con las siguientes palabras:

En este mismo siglo dióse nombre al trozo de carretera, perteneciente a la de Adanero a Gijón, comprendido entre los paseos de Zorrilla y de España. Por estar en el costado derecho, según se observa desde este paseo, el que se refiere, y lindar, por tanto, con el Hospital Militar, se le dió por nombre el del edificio.
(Agapito y Revilla, 1937, p. 225)

Durante años, la vía se conoció como «calle de García Morato» en honor a Joaquín García-Morato, aviador que tomó parte en la Guerra Civil española en el bando sublevado. En 2014 se recuperó el título anterior. En la actualidad, el paseo discurre desde la calle de Recondo hasta el puente de Adolfo Suárez.